# Tarjei
Tarjei ist als eine norwegische, insbesondere in Telemark und Aust-Agder vorkommende Dialektform von Torgeir ein norwegischer männlicher Vorname.

## Namensträger
- Tarjei Bø (* 1988), norwegischer Biathlet
- Tarjei Skarlund (* 1978), norwegischer Beachvolleyballspieler
- Tarjei Vesaas (1897–1970), norwegischer Schriftsteller
- Tarjei Sandvik Moe (* 24. Mai 1999), norwegischer Schauspieler